# Claudia Rankine
Claudia Rankine (Kingston, 4 de outubro de 1963) é uma poeta, ensaísta e dramaturga jamaicana, seus poemas que denunciam o racismo nos EUA, é conhecida por sua escrita híbrida entre prosa e poesia e seu estilo mistura ensaios, poemas e anedotas pessoais. Recebeu em 2016 a "bolsa para gênios" da Fundação MacArthur.

## Biografia
Claudia Rankine nasceu em Kingston, Jamaica, e imigrou para os Estados Unidos ainda criança e cresceu na cidade de Nova Iorque. Possui um Bacharelado em Artes pela Williams College e um Mestrado em Belas Artes pela Universidade Columbia. É casada com o fotógrafo e cineasta John Lucas e juntos tem uma filha, Ula Lucas.

## Carreira
Rankine é autora de cinco livros de poesia, incluindo Citizen: An American Lyric e Don’t Let Me Be Lonely: An American Lyric; três peças, incluindo HELP, que estreou em março de 2020 (The Shed, Nova York), e The White Card, que estreou em fevereiro de 2018 (ArtsEmerson/American Repertory Theater) e foi publicada pela Graywolf Press em 2019; além de inúmeras colaborações em vídeo com seu marido John Lucas. Sua recente coletânea de ensaios, Just Us: An American Conversation, foi publicada pela Graywolf Press em 2020. Também é coeditora de várias antologias, incluindo The Racial Imaginary: Writers on Race in the Life of the Mind.
Chanceler da Academia de Poetas Americanos, Rankine editou inúmeras antologias, incluindo "American Women Poets in the Twenty-First Century: Where Lyric Meets Language" e "American Poets in the Twenty-First Century: The New Poetics". Em 2016, Rankine foi co-fundadora do Racial Imaginary Institute (TRII). Entre seus inúmeros prêmios e homenagens, Rankine recebeu o Prêmio Nacional Bobbitt de Poesia, o Prêmio Jackson de Poesia da Poets & Writers e bolsas da Guggenheim Foundation, da Lannan Foundation, da MacArthur Foundation, do United States Artists e do National Endowment of the Arts. Ex-reitora da Academia de Poetas Americanos, Claudia Rankine ingressou no Programa de Escrita Criativa da NYU no outono de 2021. Atualmente, reside em Nova York.

## Obras

### Poesia
- Nothing in Nature Is Private, Cleveland State University Press, 1994.
- The End of the Alphabet, Nova Iorque: Grove Press, 1998.
- Plot, Nova Iorque: Grove Press, 2001.
- Don’t Let Me Be Lonely: An American Lyric, Nova Iorque: Penguin Books, 2004.
- Citizen: An American Lyric, Minneapolis: Graywolf Press, 2014.
- Just Us: An American Conversation, Minneapolis: Graywolf Press, 2020.

### Teatro
- The Provenance of Beauty: A South Bronx Travelogue, 2009.

### Ensaios
- The Racial Imaginary: Writers on Race in the Life of the Mind, com Beth Loffreda, Fence Book, 2014.
- American poets in the 21st century: the new poetics, com  Lisa Sewell, Wesleyan University Press, 2007.